# 三峰山 (栃木市・鹿沼市)
三峰山（みつみねさん）は栃木県栃木市北西のはずれ、鹿沼市と、一部佐野市（旧葛生町）の飛び地、羽鶴（はねつる）にまたがる山。標高604.9m。

## 概要
鍋山（なべやま）とも呼ばれ、形が南東側（たとえば栃木市寺尾や同市梅沢付近）から見て、鍋を逆さに伏せた形に見える事があるため、こう名づけられたと言われる。また、栃木市星野から見て、西側に峰が連なっているようにも見えるため、三峰山とも言われる。ただし、三峰山の名称の山は、全国にたくさんある。その他、鹿沼市下永野、倉本の神社は、この山を御岳山と呼び、土地の人は永野御岳山と称している。また栃木駅前から来るバス会社は、星野行きのバスと表示した関係で、この山を星野御岳山と表示していた。その他安蘇御岳山との名称もある。また、この山の最も北のはずれのやや高い峰を、前出倉本の神社では、北辰山（北極星の別称の山の意味）と呼んで、信仰の対象としている（ちなみに神社は山の東の麓にあり、方角は合っていない）。なお、三峰山と称するうちの残りの峰は、「左三山」と呼んでいる。

## 石灰の山
栃木市の鍋山（三峰山）は、西側に良質な石灰を産出するため、石灰の生産工場が、山の西の麓、旧葛生町羽鶴に集中している。石灰の掘り起こしは古くから行なわれており、戦前はトロッコ列車（鍋山人車鉄道）が、栃木市尻内（しりうち）を通って栃木駅まで走っていた。採掘場は現在ではたいへん深くなっており、鍋山の下にはかなりの空洞があるとされている。また鍋山の西側は頂上付近まで削り取られていて、原形を留めていない。山頂にもすでに陥没した跡がある。ハイキングは容易な山だが、山に入った際、たまたま大地震に見舞われると、山頂が更に陥没する危険がある。よって、特にこの山の山頂付近の藪コギは、それ自身は容易だが、止めるべきである。また、石灰や土砂の採掘現場も近く、そこへの立ち入りも、崖になっていて危険である。なお、神社の関係者が、山の東側を修行に使っており、日本の神話の神の像のある奥の院が、山頂の北東の外れにある。そこへ行く山道は恐らく神社所有だが、一般人も現在の所無料で、拝顔を兼ねたハイキングのための入山が黙認されている。
また、石灰を含む土壌は園芸用の一部の植物の成育には適しており、山の東側、星野側の麓には、セツブンゾウの自生地がある。

## 廃棄物処理問題の山
以前、上記鍋山の、危険な地下空洞を処理するため、木村石灰工業株式会社代表取締役で木村豊太郎とつながりのある廃棄物処理業者の発案で、都市の廃物を運んで循環させて埋め戻す、廃棄物最終処分場の建設の案が出て問題になった事がある。各業者が廃棄物処分業も兼ねる、多角経営を狙ったという一面もあるが、木村石灰工業株式会社が創業の際、地元との契約で、環境を復元させて返却する約束をしていた事もあったとされている。ここは関東広域の都市の上水の事実上の水源であり、廃物に含まれる有毒物に、下流の川が汚染される等の不安感が、この案に対し多くの者から指摘された。そこで埋設するのに使用する廃物を、都市の建築物の梁などに使用されている、建材用木材など、何種類かに限るとの案が更に出された。しかし反対者の中に博学な者がおり、そうした梁などに吹き付けられる処理鉱材等にも、有毒な物があるとの意見も出て、それでも収まらなかった。いろいろあったが後で収支計算をしてみると、結局のところ下流の膨大な数の自治体を代表して、栃木市がいわば犠牲となって、木村石灰工業株式会社に、市民の共有財産の山林を売って補償金を支払うという方法で話がついた模様で、地下空洞は普通土砂で埋め戻された。しかし、鍋山の他の採掘業者が石灰石を発掘中、土砂混じりの産廃物を発見、すでに木村石灰問題の以前から不法投棄されていた。平成19年12月に栃木市議会で取り上げられ、平成20年1月29日に市の視察が行われ産廃業者に対して責任追及が始まった。